# NGC 5180
NGC 5180 is een lensvormig sterrenstelsel in het sterrenbeeld Hoofdhaar. Het hemelobject werd op 21 maart 1784 ontdekt door de Britse astronoom William Herschel.

## Synoniemen
- UGC 8479
- MCG 3-34-42
- ZWG 101.58
- PGC 47352